# Куйбышевский район (Калужская область)
Куйбышевский район — административно-территориальная единица (район) и муниципальное образование (муниципальный район) в Калужской области России.
Административный центр — посёлок Бетлица.

## География
Расположен на юго-западе Калужской области. Граничит с Людиновским, Кировским, Спас-Деменским районами Калужской области, на юге — с Брянской, на западе — со Смоленской областями. Площадь — 1 243 км² (13-е место среди районов).
Основные реки — Десна, Снопоть, Ветьма, Хатожа, Шуица.

## История
Район был образован в 1929 году на территориальной основе Мокровской волости Бежицкого уезда (центр — село Мокрое) и первоначально назывался Мокровским районом, входил в Рославльский округ Западной области.
Постановлением ВЦИК «О сокращении сети районов Западной области» 1 января 1932 году Мокровский район был упразднён, а его территория разделена между соседними районами — Екимовичским, Кировским и Спас-Деменским.
16 мая 1939 года район с центром в селе Мокрое был восстановлен, но уже под новым названием — Куйбышевский. К этому времени Западная область уже была разделена на Смоленскую и Орловскую области; таким образом, Куйбышевский район теперь входил в Смоленскую область.
5 июля 1944 года была образована Калужская область, и Куйбышевский район был передан в её состав.
13 марта 1945 года райцентр был перенесен в посёлок Бетлица.
В 1962—1965 годах район был временно упразднён, его территория входила в состав Кировского района.

## Население
| 1931   | 1939    | 1959    | 1970    | 1979    | 1989    | 2002  |
| ------ | ------- | ------- | ------- | ------- | ------- | ----- |
| 48 040 | ↘39 053 | ↘22 270 | ↘18 726 | ↘14 727 | ↘11 697 | ↘9700 |
| 2009   | 2010    | 2011    | 2012    | 2013    | 2014    | 2015  |
| ↘8233  | ↘7831   | ↘7827   | ↘7663   | ↗7713   | ↘7677   | ↗7678 |
| 2016   | 2017    | 2018    | 2019    | 2020    | 2021    |       |
| ↗7942  | ↗8109   | ↘7998   | ↘7793   | ↘7731   | ↘7451   |       |

### Национальный состав
По итогам переписи населения 2020 года проживали следующие национальности (национальности менее 0,1 % и другое, см. в сноске к строке «Другие»):
| Национальность | Численность, чел. | Доля     |
| -------------- | ----------------- | -------- |
| Русские        | 6965              | 93,48 %  |
| Таджики        | 87                | 1,17 %   |
| Молдаване      | 67                | 0,90 %   |
| Украинцы       | 54                | 0,72 %   |
| Армяне         | 39                | 0,52 %   |
| Белорусы       | 28                | 0,38 %   |
| Узбеки         | 25                | 0,34 %   |
| Гагаузы        | 19                | 0,25 %   |
| Азербайджанцы  | 12                | 0,16 %   |
| Грузины        | 12                | 0,16 %   |
| Киргизы        | 11                | 0,15 %   |
| Татары         | 10                | 0,13 %   |
| Казахи         | 9                 | 0,12 %   |
| Другие         | 113               | 1,52 %   |
| Итого          | 7451              | 100,00 % |

## Административное деление
Куйбышевский район как административно-территориальная единица включает 5 административно-территориальных единиц: 1 посёлок, 3 села и 1 деревня, как муниципальное образование со статусом муниципального района — 5 муниципальных образований со статусом сельских поселений.
| № | Сельское поселение | Административный центр | Количество населённых пунктов | Население (чел.) | Площадь (км²) |
| - | ------------------ | ---------------------- | ----------------------------- | ---------------- | ------------- |
| 1 | Посёлок Бетлица    | посёлок Бетлица        | 11                            | ↗4483            | 113,42        |
| 2 | Село Бутчино       | село Бутчино           | 19                            | ↘928             | 214,90        |
| 3 | Деревня Высокое    | деревня Высокое        | 26                            | ↘384             | 269,88        |
| 4 | Село Жерелево      | село Жерелево          | 47                            | ↘803             | 360,64        |
| 5 | Село Мокрое        | село Мокрое            | 31                            | ↘853             | 247,81        |

## Населённые пункты
В Куйбышевском районе 134 населённых пункта.
| №   | Населённый пункт | Тип     | Население | Сельское поселение |
| --- | ---------------- | ------- | --------- | ------------------ |
| 1   | Александровка    | деревня | ↘4        | Село Мокрое        |
| 2   | Барсуки          | деревня | →0        | Село Жерелево      |
| 3   | Бахоток          | деревня | ↘4        | Село Мокрое        |
| 4   | Белашовка-Вторая | деревня | ↘0        | Деревня Высокое    |
| 5   | Белашовка-Первая | деревня | →0        | Деревня Высокое    |
| 6   | Белая            | деревня | ↘4        | Село Мокрое        |
| 7   | Белорус          | деревня | ↘0        | Село Жерелево      |
| 8   | Белый Холм       | деревня | ↘4        | Деревня Высокое    |
| 9   | Бель             | деревня | ↘3        | Село Жерелево      |
| 10  | Бетлица          | посёлок | ↗3959     | Посёлок Бетлица    |
| 11  | Борисовский      | посёлок | ↘0        | Деревня Высокое    |
| 12  | Боровинок        | деревня | ↘1        | Село Бутчино       |
| 13  | Борок            | деревня | ↘2        | Село Мокрое        |
| 14  | Бударка          | деревня | ↘0        | Село Бутчино       |
| 15  | Бутчино          | село    | ↘369      | Село Бутчино       |
| 16  | Быково           | деревня | ↘4        | Село Жерелево      |
| 17  | Варнаки          | деревня | ↘6        | Село Жерелево      |
| 18  | Верхние Барсуки  | деревня | ↘0        | Село Мокрое        |
| 19  | Верхний Студенец | деревня | ↘5        | Деревня Высокое    |
| 20  | Ветьмица         | деревня | ↘185      | Село Бутчино       |
| 21  | Вороненка        | деревня | ↘23       | Село Бутчино       |
| 22  | Воронцово        | деревня | ↘16       | Село Мокрое        |
| 23  | Высаковка        | деревня | ↘3        | Деревня Высокое    |
| 24  | Высокое          | деревня | ↘107      | Деревня Высокое    |
| 25  | Высокое          | деревня | ↘0        | Село Мокрое        |
| 26  | Гарь             | деревня | →2        | Село Жерелево      |
| 27  | Глиновка         | деревня | ↘0        | Село Жерелево      |
| 28  | Глуховский       | посёлок | ↘2        | Посёлок Бетлица    |
| 29  | Городец          | деревня | ↘26       | Деревня Высокое    |
| 30  | Грибовка         | деревня | ↘81       | Село Мокрое        |
| 31  | Григорьевка      | деревня | ↘8        | Село Мокрое        |
| 32  | Гуличи           | деревня | ↘36       | Село Бутчино       |
| 33  | Дегирево         | деревня | ↘12       | Село Мокрое        |
| 34  | Дегонка          | деревня | ↘0        | Село Жерелево      |
| 35  | Дедово-Петровичи | деревня | ↘8        | Село Мокрое        |
| 36  | Доброселье       | деревня | ↘5        | Село Жерелево      |
| 37  | Дубровка         | деревня | ↘50       | Село Мокрое        |
| 38  | Дубровка         | деревня | ↘14       | Село Бутчино       |
| 39  | Дубровки         | деревня | ↘11       | Село Жерелево      |
| 40  | Дулево           | деревня | ↘1        | Деревня Высокое    |
| 41  | Дяглево          | деревня | ↘29       | Село Жерелево      |
| 42  | Ель              | деревня | →0        | Село Бутчино       |
| 43  | Емельяновичи     | деревня | →79       | Деревня Высокое    |
| 44  | Желны            | деревня | ↘76       | Село Жерелево      |
| 45  | Жерелево         | село    | ↘248      | Село Жерелево      |
| 46  | Заболовка        | деревня | ↘5        | Село Жерелево      |
| 47  | Закрутое         | деревня | ↘15       | Село Мокрое        |
| 48  | Закрутое         | село    | ↘310      | Село Мокрое        |
| 49  | Зимницкие Хутора | деревня | ↘0        | Село Бутчино       |
| 50  | Зимницы          | деревня | ↘156      | Село Бутчино       |
| 51  | Зимницы          | деревня | ↘21       | Село Мокрое        |
| 52  | Зловодка         | деревня | ↘38       | Село Бутчино       |
| 53  | Ивановка         | деревня | →2        | Село Жерелево      |
| 54  | Ивашковичи       | деревня | ↘25       | Село Бутчино       |
| 55  | Ильяковка        | деревня | →2        | Село Жерелево      |
| 56  | Казимировка      | деревня | ↘9        | Село Жерелево      |
| 57  | Каширино         | деревня | ↘0        | Село Жерелево      |
| 58  | Козловка         | деревня | ↘38       | Село Жерелево      |
| 59  | Крайчики         | деревня | ↘0        | Село Мокрое        |
| 60  | Красниково       | деревня | ↘14       | Село Мокрое        |
| 61  | Красный Бор      | деревня | ↘3        | Деревня Высокое    |
| 62  | Красный Хутор    | деревня | ↘35       | Село Мокрое        |
| 63  | Кузьминичи       | деревня | ↘235      | Село Жерелево      |
| 64  | Лазинки          | деревня | ↘8        | Село Жерелево      |
| 65  | Латыши           | деревня | ↘3        | Село Мокрое        |
| 66  | Линевка          | деревня | ↘0        | Деревня Высокое    |
| 67  | Липовка          | деревня | ↘0        | Село Мокрое        |
| 68  | Липчаты          | деревня | ↘25       | Деревня Высокое    |
| 69  | Лобазово         | деревня | ↘7        | Село Бутчино       |
| 70  | Лосево           | деревня | ↗10       | Село Жерелево      |
| 71  | Лужница          | деревня | ↘145      | Село Бутчино       |
| 72  | Май              | деревня | ↘2        | Село Жерелево      |
| 73  | Мамоновка        | деревня | ↘97       | Деревня Высокое    |
| 74  | Милеево          | деревня | ↘106      | Деревня Высокое    |
| 75  | Михайловский     | посёлок | ↗55       | Посёлок Бетлица    |
| 76  | Мокрое           | село    | ↗283      | Село Мокрое        |
| 77  | Мужиково         | деревня | ↘2        | Село Мокрое        |
| 78  | Неверов          | деревня | ↘0        | Село Бутчино       |
| 79  | Нижний Студенец  | деревня | ↘3        | Деревня Высокое    |
| 80  | Никольский       | посёлок | →0        | Село Жерелево      |
| 81  | Новая            | деревня | ↗33       | Село Мокрое        |
| 82  | Новики           | деревня | ↘0        | Деревня Высокое    |
| 83  | Новодяглево      | деревня | ↘55       | Село Жерелево      |
| 84  | Новоникольское   | деревня | →0        | Село Жерелево      |
| 85  | Новоутешково     | деревня | ↘2        | Село Жерелево      |
| 86  | Новые Холмы      | деревня | ↘2        | Деревня Высокое    |
| 87  | Осиновка-Вторая  | деревня | ↘0        | Деревня Высокое    |
| 88  | Осовка           | деревня | ↘8        | Село Жерелево      |
| 89  | Падерки-Васюки   | деревня | ↘16       | Посёлок Бетлица    |
| 90  | Падерки-Кабачи   | деревня | ↘17       | Посёлок Бетлица    |
| 91  | Падерки-Казенные | деревня | ↘39       | Посёлок Бетлица    |
| 92  | Падерки-Фирсы    | деревня | ↗17       | Посёлок Бетлица    |
| 93  | Пановка          | деревня | ↘12       | Село Жерелево      |
| 94  | Петровское       | село    | →12       | Село Жерелево      |
| 95  | Петроселье       | деревня | ↘11       | Село Жерелево      |
| 96  | Погребки         | деревня | ↘1        | Посёлок Бетлица    |
| 97  | Погуляй          | деревня | ↘27       | Село Жерелево      |
| 98  | Полянка          | деревня | ↘4        | Село Мокрое        |
| 99  | Понизовка Вторая | деревня | →5        | Деревня Высокое    |
| 100 | Понизовка-Первая | деревня | ↘9        | Деревня Высокое    |
| 101 | Починок          | деревня | ↘31       | Село Жерелево      |
| 102 | Прилепы          | деревня | ↘10       | Село Мокрое        |
| 103 | Прогресс         | деревня | →0        | Село Бутчино       |
| 104 | Проходы          | деревня | ↘11       | Село Жерелево      |
| 105 | Раменное         | деревня | ↘26       | Село Бутчино       |
| 106 | Савченки         | деревня | ↘15       | Деревня Высокое    |
| 107 | Садовище         | деревня | ↗249      | Посёлок Бетлица    |
| 108 | Селилово         | деревня | ↗7        | Село Жерелево      |
| 109 | Семирево         | деревня | ↘11       | Село Мокрое        |
| 110 | Синявка          | деревня | ↘28       | Село Бутчино       |
| 111 | Скоробовка       | деревня | ↘0        | Село Жерелево      |
| 112 | Соловьёвка       | деревня | →15       | Село Мокрое        |
| 113 | Старое Заборье   | деревня | ↘2        | Село Жерелево      |
| 114 | Страмиловка      | деревня | ↘8        | Село Жерелево      |
| 115 | Суборовка        | деревня | ↘2        | Село Жерелево      |
| 116 | Суборово         | деревня | ↘50       | Село Мокрое        |
| 117 | Теребивль        | деревня | ↘2        | Село Мокрое        |
| 118 | Троицкое         | село    | 246       | Село Жерелево      |
| 119 | Трошковичи       | деревня | →6        | Село Жерелево      |
| 120 | Трусов Угол      | деревня | ↘28       | Село Жерелево      |
| 121 | Удар             | деревня | ↘0        | Село Мокрое        |
| 122 | Уйлово           | деревня | ↘10       | Село Жерелево      |
| 123 | Усохи            | деревня | ↘13       | Село Жерелево      |
| 124 | Утешково         | деревня | ↘10       | Село Жерелево      |
| 125 | Участок Желны    | деревня | ↘24       | Село Жерелево      |
| 126 | Феликсово        | деревня | ↘6        | Посёлок Бетлица    |
| 127 | Филиппченки      | деревня | ↘2        | Деревня Высокое    |
| 128 | Фроловка         | деревня | ↘13       | Деревня Высокое    |
| 129 | Хатожа           | деревня | ↘53       | Посёлок Бетлица    |
| 130 | Холмы            | деревня | ↘1        | Деревня Высокое    |
| 131 | Черехля          | деревня | ↘0        | Село Жерелево      |
| 132 | Чёрная           | деревня | ↘0        | Деревня Высокое    |
| 133 | Шелковка         | деревня | ↘7        | Село Бутчино       |
| 134 | Ямное            | деревня | ↘4        | Село Мокрое        |

В 2004 году статус населённого пункта Бетлица изменён с посёлка на село, а в 2005 году ему был возвращён статус посёлка.
Упразднённые населённые пункты:
- 2001 год — поселки Бытошь и Семичастные Хутора Бутчинского сельсовета, деревни Новоказанка, Новоалександровка Жерелевского сельсовета, деревни Десенка, Вороновка, Ковалевка, хутор Новосельский Закрутовского сельсовета, деревню Воскресенск Мокровского сельсовета, деревни Никольское, Новгородчино Мамоновского сельсовета[29].
- 2003 год — деревни Старое Носково Кузьминичского сельсовета; деревни Белашовка Третья,  Горячевка,  Осиновка Первая,  Черепы Мамоновского сельсовета; деревни Сергеевка, Тростен Троицкого сельсовета[30].

## Транспорт
Через район проходит ответвление железной дороги на Рославль от магистрали Москва — Брянск.

## Достопримечательности
В 18 километрах от этого «незнакомого поселка» и находится «Безымянная высота» — высота, отмеченная на карте цифрой 224,1 и воспетая в кинофильме «Тишина».